# Gymnocoleopsis
Gymnocoleopsis là một chi rêu trong họ Jungermanniaceae.